# Ligne 55 du métro de Berlin
Pour les articles homonymes, voir U55 et Ligne 55.
La ligne 55 du métro de Berlin (U-Bahnlinie 55 ou U55) est une ancienne ligne du métro de Berlin. Elle a été  inaugurée le 8 août 2009. Ne comportant que trois stations, ne se connectant à aucune autre ligne de métro du réseau en attendant sa prolongation, elle est surnommée « le moignon » ou la « ligne du chancelier » et relie la gare centrale  à la porte de Brandebourg.
Les stations de la ligne 55 comportaient deux quais, mais, à cause de la faible fréquentation de cette ligne, un seul est utilisé, l'autre étant inaccessible et des barrières empêchent l'accès au quai.
L'exploitation de la ligne cesse le 18 mars 2020. Le 4 décembre 2020, la ligne 5 du métro de Berlin prolongée reprend l'itinéraire de la ligne U55.

## Origines et lancement du projet
À la suite de la chute du mur, la réunification et du transfert de la capitale allemande de Bonn à Berlin, de nombreux « grands travaux » furent lancés, dont l'extension de la ligne U5 de son terminus d'Alexanderplatz à la toute nouvelle Hauptbahnhof, en passant par le Bundestag rénové (d'où le surnom de ligne du chancelier) et la Brandenburger Tor. Une extension supplémentaire de cette ligne traversant Berlin par son centre était déjà envisagée pour rejoindre l'aéroport de Berlin-Tegel en permettant au passage des correspondances avec la ligne 9 à la station Turmstraße et avec le S-Bahn, ainsi que la ligne 7 à la station Jungfernheide.

Le chancelier Helmut Kohl donna, le 13 octobre 1995, le coup d'envoi symbolique du projet.

## Construction
Avant même que la construction ne commence, les plans initiaux furent modifiés, le terminus étant fixé à Hauptbahnhof, une éventuelle prolongation vers l'ouest étant repoussée à une date ultérieure.
La construction du reste de la ligne débuta, mais la municipalité de Berlin se retrouvant dans une grave crise financière, et déjà très endettée, stoppe le projet en 1999.

Le gouvernement fédéral, qui avait fortement investi dans le projet, exigea de la municipalité la poursuite des travaux, ou le remboursement des sommes déjà investies. Au pied du mur, la municipalité accepta le compromis, mais réduit encore la taille du projet en déplaçant le terminus oriental d'Alexanderplatz à Unter den Linden et en réduisant le nombre de rames et les fréquences.
Les travaux redémarrent alors en 2004, leur achèvement étant prévu pour la Coupe du monde de football de 2006. Mais des difficultés de construction, liées à la présence d'une nappe phréatique, retardent une nouvelle fois les travaux, qui ne s'achèvent que pour les Championnats du monde d'athlétisme, en août 2009.
Le coût total de construction fut de 320M€, soit 25 % de plus que le budget initial et les travaux s'étalèrent sur 14 ans.

## Inauguration
La ligne est inaugurée le 8 août 2009, et comporte trois stations sur une longueur de 1,8 km :
- Hauptbahnof (gare centrale), en correspondance avec le réseau S-Bahn de transports régionaux via un tunnel
- Bundestag
- Brandenburger Tor (Porte de Brandebourg)

Étant donné sa faible longueur et l'absence de correspondance directe avec les autres lignes de métro, cette ligne est essentiellement empruntée par les touristes. La fréquence de circulation des rames est très inférieure à celle des autres lignes, avec un train toutes les 10 minutes environ. La BVG, la compagnie des transports berlinois, n'attend que 6 500 voyageurs par jour.

## Connexion avec la ligne U5 (2020)
La dénomination U55 indique que cette ligne a pour finalité de devenir un segment de la ligne U5. La construction d'une extension pour rejoindre la ligne U5 au niveau de la station Alexanderplatz, conformément aux plans initiaux, débute en 2010 pour un budget de 433M€, avec une inauguration prévue en 2020. Cette extension doit desservir trois nouvelles stations : Unter den Linden (correspondance prévue avec la ligne U6 et qui mènera à la fermeture de Französische Straße), Museumsinsel (l'île aux Musées) et Berliner Rathaus (le Rotes Rathaus, hôtel de ville central). En raison de la pandémie de COVID-19, le fonctionnement de l'U55 a été temporairement suspendu le 18 mars 2020. Le 1er mai 2020, il a été décidé de ne pas remettre la ligne en service avant le raccordement de la ligne de métro U5,.